# Ацетиленид динатрия
Ацетиленид динатрия — бинарное неорганическое соединение
натрия и углерода, ацетиленид с формулой Na2C2,
бесцветные кристаллы,
реагирует с водой.

## Получение
- Термическое разложение ацетиленида натрия в вакууме:

{\displaystyle {\mathsf {2NaHC_{2}\ {\xrightarrow {145^{o}C}}\ Na_{2}C_{2}+C_{2}H_{2}\!\uparrow }}}
- Реакция газообразного натрия с углеродом::

## Физические свойства
Ацетиленид динатрия образует бесцветные кристаллы
тетрагональной сингонии,
пространственная группа I 41/acd,
параметры ячейки a = 0,6743 нм, c = 1,2674 нм, Z = 8
.